# Kanton Laurière
Kanton Laurière is een voormalig kanton van het Franse departement Haute-Vienne. Kanton Laurière maakte deel uit van het arrondissement Limoges en telde 3435 inwoners in 1999. Het werd opgeheven bij decreet van 20 februari 2014, met uitwerking op 22 maart 2015. Alle gemeenten werden toegevoegd aan het kanton Ambazac.

## Gemeenten
Het kanton Laurière omvatte de volgende gemeenten:
- Bersac-sur-Rivalier
- Jabreilles-les-Bordes
- La Jonchère-Saint-Maurice
- Laurière (hoofdplaats)
- Saint-Léger-la-Montagne
- Saint-Sulpice-Laurière